# Vật chưa nổ
Vật chưa nổ (Unexploded ordnance, UXO) là vũ khí nổ (bom, đạn pháo, lựu đạn, mìn, thủy lôi,...) nhưng khi chúng được sử dụng đã không phát nổ, nay vẫn còn đó, có nguy cơ nổ và đe dọa sinh mạng con người sau hàng thập kỷ kết thúc chiến tranh.
Việt Nam là nơi có nhiều vật chưa nổ do các cuộc chiến tranh để lại. Đã có nhiều văn bản quy định về xử lý bom mìn, vật nổ nhưng những tai nạn vẫn thường xuyên xảy ra. Riêng tại 6 tỉnh miền trung này đã có 22.760 nạn nhân do bom mìn gây ra, trong đó 10.529 người chết và 12.231 người bị thương.
Tại Liên Hợp Quốc cơ quan Dịch vụ Hoạt động Bom mìn Liên Hợp Quốc (tiếng Anh: UNMAS, United Nations Mine Action Service) là đơn vị thành phần đặt tại Cục Hoạt động Gìn giữ Hòa bình Liên Hợp Quốc (UN-DPKO, United Nations Department of Peacekeeping Operations)  đảm trách một phản ứng của Liên Hợp Quốc với bom mìn và vật nổ còn lại của chiến tranh một cách có hiệu quả, chủ động.

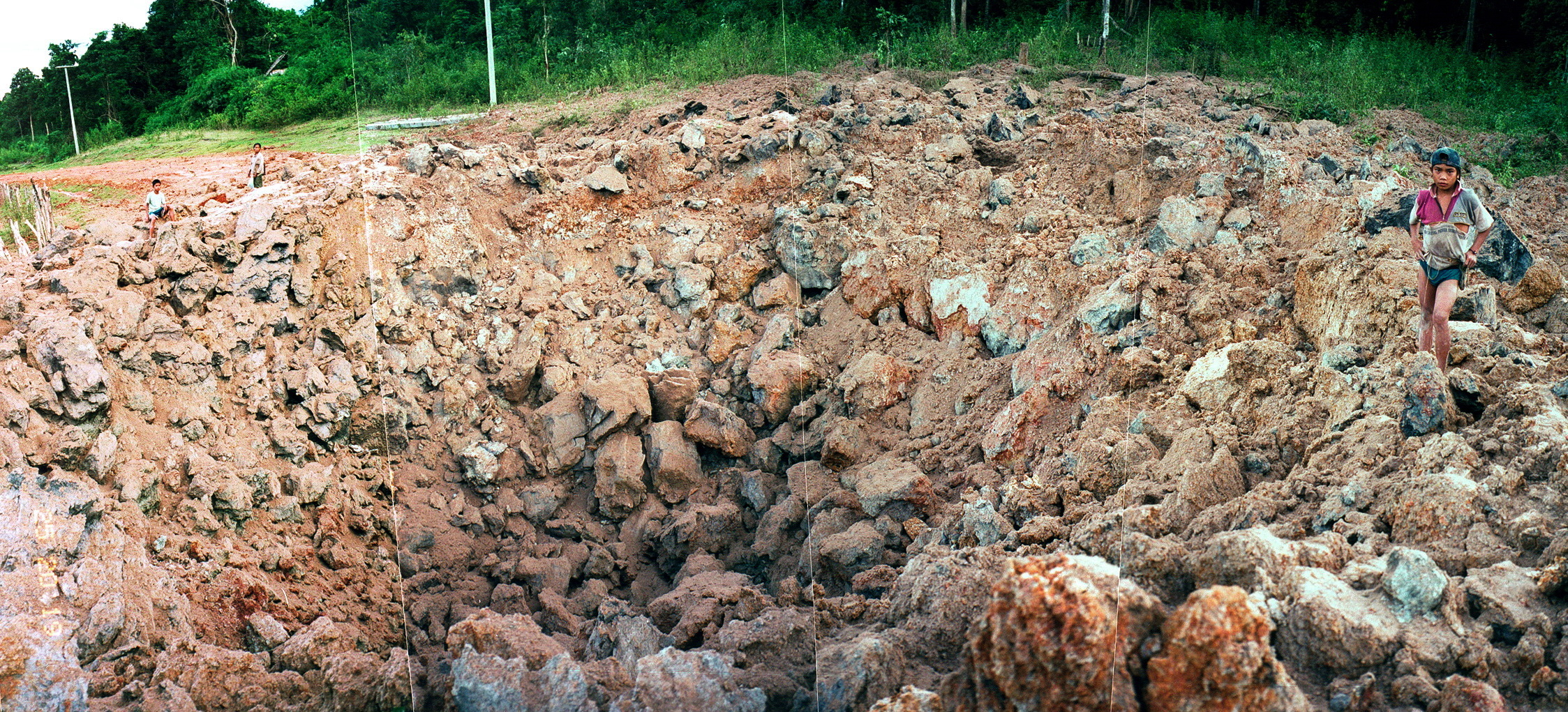
Hố tạo ra do vật chưa nổ là bom 1000 lb (0.4 tonne) của không lực Mỹ, nổ không báo trước ở Nam Lào.

| Top 10 nước có số lượng mìn thả trên lãnh thổ (triệu quả) | Top 10 nước có số lượng mìn thả trên lãnh thổ (triệu quả) | Top 10 nước có số lượng mìn thả trên lãnh thổ (triệu quả) | Top 10 nước có số lượng mìn thả trên lãnh thổ (triệu quả) | Top 10 nước có số lượng mìn thả trên lãnh thổ (triệu quả) | Top 10 nước có số lượng mìn thả trên lãnh thổ (triệu quả) |
| Bậc                                                       | Quốc gia                                                  | Mines                                                     | Bậc                                                       | Quốc gia                                                  | Mines                                                     |
| --------------------------------------------------------- | --------------------------------------------------------- | --------------------------------------------------------- | --------------------------------------------------------- | --------------------------------------------------------- | --------------------------------------------------------- |
| 1                                                         | Ai Cập                                                    | 23                                                        | 6                                                         | Iraq                                                      | 10                                                        |
| 2                                                         | Iran                                                      | 16                                                        | 7                                                         | Campuchia                                                 | 7                                                         |
| 3                                                         | Afghanistan                                               | 10                                                        | 8                                                         | Bosna và Hercegovina                                      | 6                                                         |
| 4                                                         | Angola                                                    | 10                                                        | 9                                                         | Kuwait                                                    | 5                                                         |
| 5                                                         | Trung Quốc                                                | 10                                                        | 10                                                        | Việt Nam                                                  | 3.5                                                       |
| Toàn Thế giới = 110 triệu quả mìn                         |                                                           |                                                           |                                                           |                                                           |                                                           |

## Các quốc gia bị ô nhiễm

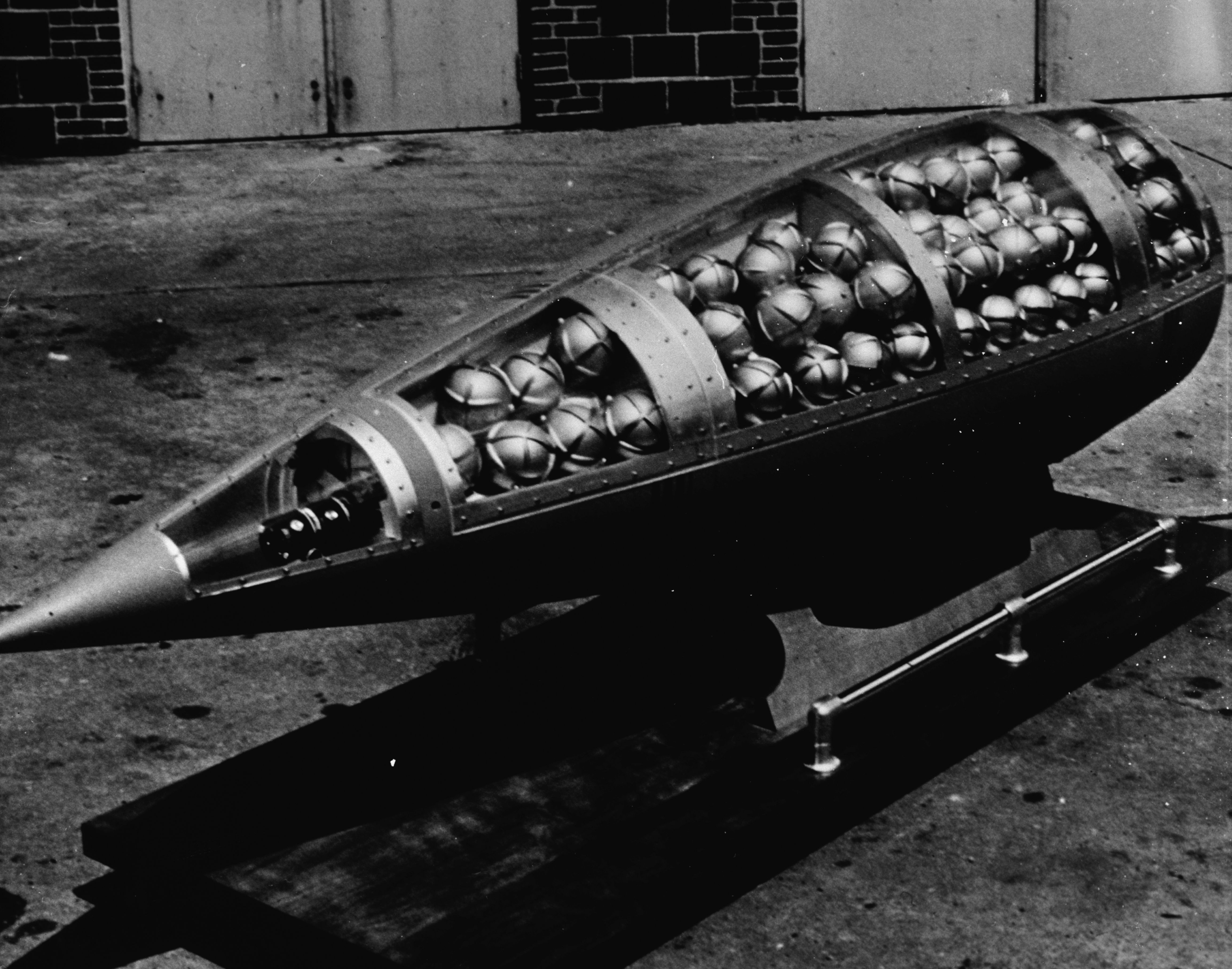
Bom mẹ chứa bom bi quả ổi (năm 1960), loại quả trông như đồ chơi hấp dẫn

### Việt Nam
Tại Việt Nam riêng giai đoạn chiến tranh chống Mỹ đã có tới 800.000 tấn bom mìn chôn vùi trong đất đai và đồi núi. Từ năm 1975 đến nay đã có tới 100.000 người bị thương vong do bom mìn sót lại sau chiến tranh.
Hiện có 63 tỉnh thành bị ô nhiễm bom mìn, vật nổ sau chiến tranh, nhưng mới có thể ưu tiên rà phá bom mìn cho các tỉnh biên giới phía Bắc như Lạng Sơn, Hà Giang và sáu tỉnh miền Trung gồm Nghệ An, Hà Tĩnh, Quảng Bình, Quảng Trị, Thừa Thiên-Huế và Quảng Ngãi. Qua khảo sát ở 6 tỉnh miền Trung nói trên đã có 22.760 nạn nhân do bom mìn gây ra, trong đó 10.529 người chết và 12.231 người bị thương.
Chương trình hành động quốc gia khắc phục hậu quả bom, mìn sau chiến tranh giai đoạn 2010 - 2025 đã được nhà nước lập và ban hành tháng 4/2010, làm cơ sở cho hoạt động dọn ô nhiễm bom mìn trong giai đoạn tới.

### Lào
Lào là quốc gia bị đánh bom nặng nề nhất trên thế giới. Trong suốt giai đoạn của chiến tranh Việt Nam, hơn nửa triệu phi vụ ném bom của Mỹ thả hơn 2 triệu tấn bom đạn vào Lào, hầu hết là bom chùm sát thương. Mỗi vỏ quả bom chùm chứa hàng trăm quả bom nhỏ, gọi là bom bi , có kích thước bằng quả bóng tennis, khi nổ thì văng ra hàng trăm viên bi nhỏ cỡ 3 mm. Ước tính có khoảng 30% trong số những vũ khí chưa phát nổ. Mười trong số 18 tỉnh của Lào đã được mô tả là ô nhiễm nặng với đạn pháo, đạn cối, mìn, tên lửa, lựu đạn, và các thiết bị khác có nguồn gốc từ các nước khác nhau. Những vũ khí chưa phát nổ gây trở ngại tiếp tục đến nông nghiệp, và một mối đe dọa đặc biệt cho trẻ em vốn thường bị thu hút bởi các quả bom giống như đồ chơi.

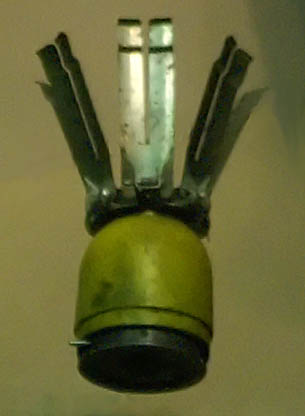
Bom bi quả dứa BLU-3 được dùng trong chiến tranh Việt Nam

Khoảng 288 triệu bom bi và khoảng 75 triệu trái bom chưa nổ còn sót lại qua Lào sau chiến tranh đã kết thúc. Từ 1996-2009, hơn 1 triệu sản phẩm của mìn đã bị phá hủy, giải phóng 23.000 ha đất. Từ năm 1999 đến 2008, đã có 2.184 thương vong (bao gồm 834 trường hợp tử vong) từ tai nạn bom mìn.

## Luật Quốc tế
Nghị định thư V của Công ước về các loại Vũ khí Thông thường đòi hỏi rằng khi chiến tranh kết thúc, các bên phải làm rõ ràng các khu vực dưới sự kiểm soát của họ về "vật chưa nổ còn lại của chiến tranh".
Mìn dưới đất không được bao phủ bởi Nghị định thư V, nhưng Nghị định thư II của Công ước yêu cầu phải xóa bỏ mìn sau khi chiến đã kết thúc.

## Kỹ thuật dò tìm
Trong trường hợp bom chưa nổ dưới lòng đất, một cuộc điều tra từ xa được thực hiện bằng cách giải thích trực quan không ảnh lịch sử có sẵn.
Các kỹ thuật hiện đại, có thể kết hợp với các phương pháp địa vật lý để dò tìm. Xếp theo độ sâu dò tin cậy lớn nhất của phương pháp và thiết bị, thì có:
- Máy dò kim loại hay máy dò mìn thực hiện dò kim loại đến độ sâu 0,3 m, có máy đến 2 m. Một số kiểu máy có thể dò dưới nước.[10]
- Radar quét (Ground Penetrating Radar, GPR) hay "Radar xuyên đất", thực hiện dò vật lạ (vật có điện môi khác với xung quanh), kể cả vật không dẫn điện, lỗ rỗng,... nhưng phản ứng với kim loại thì mạnh hơn. Độ sâu dò tìm đến 10 – 20 m.
- Đo Điện từ cảm ứng (Electromagnetics, EM) thực hiện dò kim loại đến độ sâu tùy theo thiết bị và cách lắp đầu phát-thu. Thiết bị nhỏ có thể dò đến độ sâu 5 – 20 m và rẻ hơn đo Radar quét. Ví dụ các máy Geonics M61-MK2A, EM63-3D-MK2 của hãng Geonics Ltd. (Canada).[11] Thiết bị mạnh thì có thể dò đến độ sâu 50 m.
- Đo từ trường (Magnetics) phát hiện vật chưa nổ có thân bằng sắt, bằng các máy đo từ ví dụ máy thăm dò từ proton PM2-HT Lưu trữ ngày 25 tháng 11 năm 2015 tại Wayback Machine [12]. Tốt nhất là dùng máy đo gradient. Độ sâu dò tìm không hạn chế, nhưng khả năng phát hiện tùy thuộc từ trường của vật và góc nhìn vật từ mặt đo đạc, tức là vật càng sâu thì từ trường phải mạnh và kích thước phải lớn. Thực tế cho thấy đo từ phát hiện được đầu đạn lựu pháo 122 ở độ sâu 5 m.

Việc dò tìm trước sẽ cung cấp bản đồ ô nhiễm bom mìn để thực hiện tốt hơn các cuộc khai quật, giảm chi phí đào và tăng tốc quá trình giải phóng mặt bằng.